# Scelio paracroces
Scelio paracroces är en stekelart som beskrevs av Mikhail Vasilievich Kozlov och Lê 2000. Scelio paracroces ingår i släktet Scelio och familjen Scelionidae. Inga underarter finns listade i Catalogue of Life.